# Imrich Stacho
Imrich Stacho est un footballeur tchécoslovaque né le 4 novembre 1931 à Trnava et décédé le 10 janvier 2006. Il évoluait au poste de gardien de but.

## Biographie
Imrich Stacho reçoit 24 sélections et inscrit un but en équipe de Tchécoslovaquie entre 1953 et 1960. 
Il joue son premier match en équipe nationale le 14 juin 1953 contre la Roumanie et son dernier le 22 mai 1960 contre cette même équipe. Il marque un but sur pénalty lors d'une rencontre de qualifications pour l'Euro 1960 contre l'Irlande.
Il fait partie du groupe tchécoslovaque lors des coupes du monde 1954 et 1958. Lors du mondial 1954, il joue un match face à l'Autriche. Il est aussi présélectionné pour le championnat d'Europe 1960, sans toutefois y participer.

## Carrière
- 1947-1966 :  FC Spartak Trnava

## Palmarès
Avec la Tchécoslovaquie :
- Vainqueur de la Coupe internationale 1955-1960